# Gustav I. Vasa
Gustav I. Vasa (rođen u Upplandu, 12. svibnja 1496., umro u Stockholmu, 29. rujna 1560.) bio je švedski kralj od 1523. do svoje smrti. Bio je prvi švedski kralj iz dinastije Vasa. Poznat je ne samo kao jedan od najznačajnijih kraljeva (katkad nazvan i najznačajnijim), već i kao narodni junak te otac domovine zbog uspješnog osamostaljenja Švedske od drugih sila (specifično Danske).
Ratovao je protiv Kalmarske unije te oslobodio Švedsku od Danske okupacije 1520. – 1521. Poznat je po bijegu u Dalarnu, o čemu je Peder Svart napisao izrazito nepovjerljivu, no dan danas naširoko poznatu kroniku prikazujući njegovo putovanje kao neki oblik herojske avanture, iskazujući Gustavovu nevjerojatnu sposobnost propagandiziranja. Dan na koji ga je švedski sabor (Riksdag) proglasio kraljem danas se slavi kao dan državnosti. Osamostaljenjem Švedske, nadjenuo si je titulu kralja Švedske, Gota i Vandala. Njegova kraljevska krilatica bila je na latinskom jeziku, sloveći: Omnis potestas a Deo est (hrvatski: Sva moć je od Boga.)
Uveo je protestantizam u Švedsku i dao prevesti Bibliju na švedski jezik, a taj je prvi prijevod djelo Larsa Andersona. Nacionalizirajući posjede katoličke Crkve na teritoriju Švedske, osnovao je luteransku Crkvu te se postavio na položaj njenog poglavara. Time je postao prvi potpuno autokratski vladar Švedske. Također je osnovao grad Helsinki.

## Žene i djeca
Katarina od Sachsen-Lauenburga (vjenčani 1531. – 1535.):
1. Erik XIV. (1533. – 1577.), vojvoda Smålanda i Ölanda, kralj Švedske 1560. – 1568.

Margareta Eriksdotter (Leijonhufvud) (vjenčani 1536. – 1551.):
1. Ivan III. (1537. – 1592.),  vojvoda Finske, kralj Švedske 1568. – 1592.
2. Katarina (1539. – 1610.)
3. Cecilija (1540. – 1627.)
4. Magnus (1542. – 1595.), vojvoda Östergötlanda i Dalslanda
5. Karl Gustavsson (1544. – 1544.)
6. Ana (1545. – 1610.)
7. Sten Gustavsson (1546. – 1547.)
8. Sofija (1547. – 1611.)
9. Elizabeta (1549. – 1597.)
10. Karlo IX. (1550. – 1611.), vojvoda Södermanlanda i Närka, vladar Švedske 1599. – 1604. i kralj Švedske 1604. – 1611.

Katarina Stenbock (vjenčani 1552.):
Nisu imali djece.

## Galerija slika
- Spomenik u Stockholmu
- Slika Dolazak Gustava Vase u Stockholm 1523. Carla Larssona (1908.)
- Gustavov grob u katedrali u Uppsali (lijeva strana, sa kraljicom Katarinom)
- Gustavov grob (desna strana, sa kraljicom Margaretom)
- Slika Jakoba Binksa (1542.)
- Slika Gustav Vasa u Mori Johana Gustafa Sandberga (1836.)
- Grb dinastije Vasa

## Vanjske poveznice
- Grafike iz Biblije Gustava Vase
- Mač Gustava Vase (engl.)

### Ostali projekti
|  | Zajednički poslužitelj ima još gradiva o temi Gustav I. Vasa |

| Prethodnik:         | Gustav I.Vasa | Nasljednik: |
| Kristian II. Danski | Gustav I.Vasa | Erik XIV.   |